# 마제스티 크라운 앤 킹덤
마제스티 크라운 앤 킹덤(영어: Majesty Crown An Kingdom)는 2017년 Hans Im Gluck사에서 출시된 보드 게임이다. 대한민국에서는 만두게임즈가 Hans Im Gluck을 통하여 출시하였다. 게임의 디자이너는 마르크 안드레이며, 플레이 시간은 20-30분, 적정 연령은 7세 이상이다.

## 목적
- 플레이어들은 12라운드 동안 건물 또는 미플을 선택해서 가장 많은 승점(돈)을 모은 플레이어가 승리한다.

## 게임 종료
- 12라운드가 끝나면 게임이 끝난다.
- 플레이어는 가지고 있는 돈을 모두 더해서 가장 많은 승점(돈)을 모은 플레이어가 승자가 된다.
- 동점이라면 미플이 더 많은 플레이어가 승자가 된다.